# Gonomyia (Leiponeura) bibula
Gonomyia (Leiponeura) bibula is een tweevleugelige uit de familie steltmuggen (Limoniidae). De soort komt voor in het Oriëntaals gebied.